# Chiesa di San Rocco (Gagliano del Capo)
La chiesa di San Rocco è la parrocchiale di Gagliano del Capo, in provincia di Lecce e diocesi di Ugento-Santa Maria di Leuca; fa parte della forania di Leuca.

## Storia
I lavori di costruzione della chiesa matrice di Gagliano iniziarono nel 1574; l'edificio, voluto da don Francesco Licchelli e realizzato dalle maestranze dirette da Ercole Cassano, fu portato a termine nel 1608.
Nel 1809 venne aggiunto il campanile e nel 1871 si provvide ad ampliare la parrocchiale nell'area del presbiterio; sempre nel XIX secolo la chiesa, già dedicata alla Vergine Maria, fu reintitolata a san Rocco, al quale i fedeli avevano fatto voto durante un'epidemia.
L'intero edificio venne interessato da un restauro nel 1930, in occasione del quale fu costruita la sagrestia; nel 1980 si procedette ad adeguare la chiesa alle norme postconciliari mediante l'aggiunta dell'ambone e dell'altare rivolto verso l'assemblea.
Ulteriori lavori di ristrutturazione vennero condotti nei primi anni 2000.

## Descrizione

### Esterno
La facciata a capanna in mattoni a faccia vista, rivolta a sud, presenta centralmente il portale d'ingresso, decorato con semicolonne e coronato dal timpano semicircolare spezzato, e sopra una finestra, mentre ai lati vi sono due grosse paraste sorreggenti il frontone triangolare.
Annesso alla parrocchiale è il campanile a base quadrata, suddiviso in più registri da delle cornici marcapiano; la cella presenta su ogni lato una monofora.

### Interno

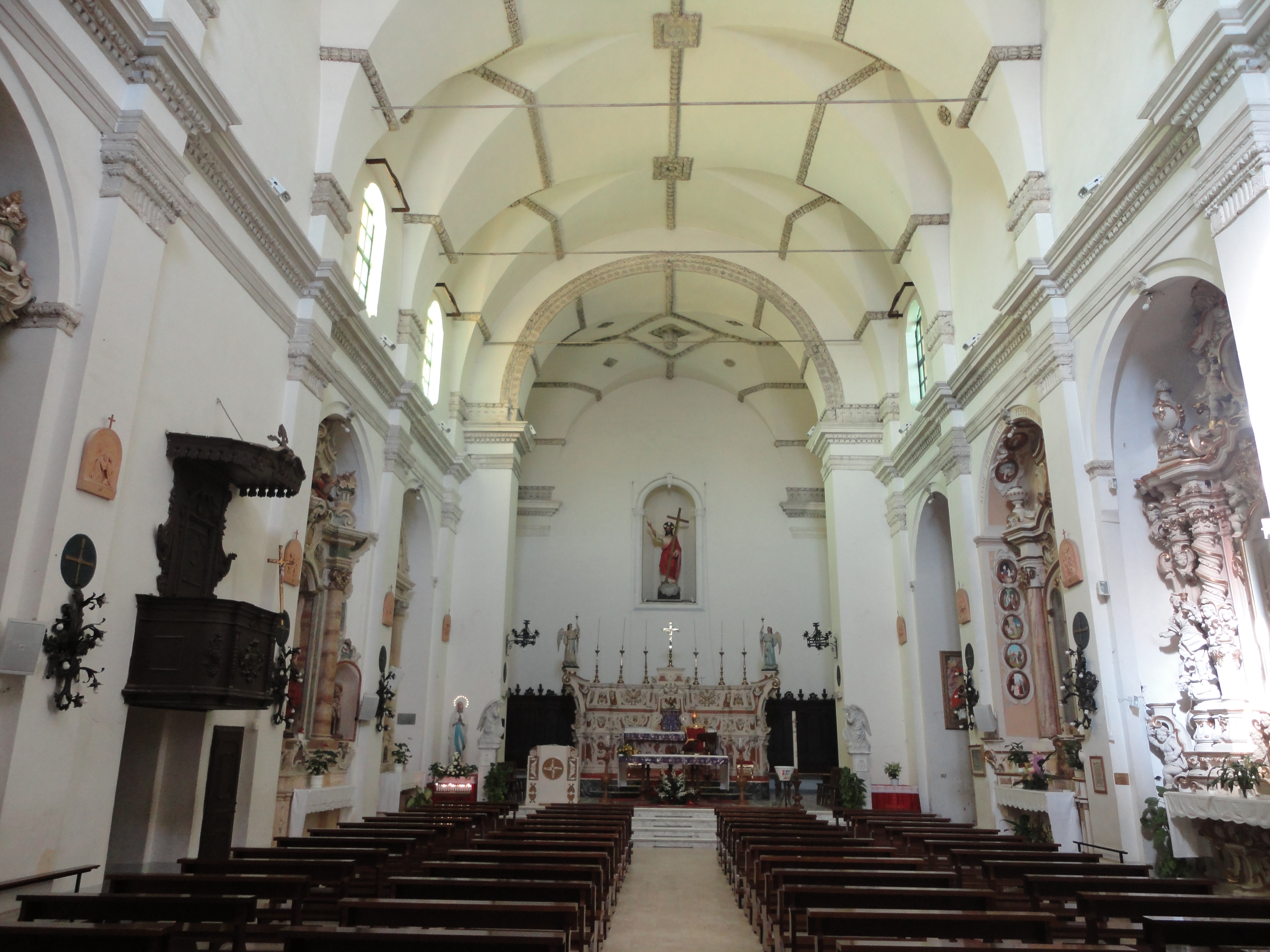
L'interno

L'interno dell'edificio si compone di un'unica navata, sulla quale si affacciano le cappellette laterali, introdotte da archi a tutto sesto ed ospitanti gli altari minori, e le cui pareti sono scandite da paraste sorreggenti la trabeazione modanata e aggettante sopra la quale si imposta la volta a botte; al termine dell'aula si sviluppa il presbiterio, rialzato di quattro gradini, ospitante l'altare maggiore e chiuso dall'abside quadrangolare.
Qui sono conservate diverse opere di pregio, tra le quali la tela ritraente la Vergine con le Anime Purganti, eseguita nel 1771 dal leccese Oronzo Tiso, autore pure del dipinto dell'Eterno Padre, la pala con soggetto la Vergine del Rosario, realizzata nel 1614 dalla scuola di Gian Domenico Catalano, e le due tele che rappresentano rispettivamente San Domenico in Gloria e la Vergine del Carmine con i Santi Carlo Borromeo e Giacinto, eseguite da Saverio Lillo nel 1778.